# ديه كو
ديه كو (بالإنجليزية: Des Coe) هو لاعب رماية نيوزيلندي، ولد في 22 نوفمبر 1958.

## وصلات خارجية
- ديه كو على موقع أوليمبيديا (الإنجليزية)